# Salmo 100
Il salmo 100 (Tehilim ק Quf 100 meglio noto come il Mizmor léToda nella versione ebraica) costituisce il centesimo capitolo del Libro dei salmi ed è regolarmente cantato nella liturgia ebraica.
Secondo la tradizione israelita, i salmi dal capitolo 90 al 100 furono scritti da Mosè, un Levi, e questo salmo veniva cantato sia nel Tabernacolo che all'epoca del Tempio di Gerusalemme durante i sacrifici di ringraziamento.
|       | Ebraico                             | Fonetico                                      | Italiano                                                                |
| ----- | ----------------------------------- | --------------------------------------------- | ----------------------------------------------------------------------- |
| 100.1 | מִזְמ֥וֹר לְתוֹדָ֑ה הָרִ֥יעוּ לַ֝יהֹוָ֗ה כׇּל־הָאָֽרֶץ׃    | Mizmor létoda. Aryiu l'Ado-naï kol Ha-Haaretz | Cantico del ringraziamento. Alzatevi e lodate Y-H-W-H su tutta la terra |
| 100.2 | עִבְד֣וּ אֶת־יְהֹוָ֣ה בְּשִׂמְחָ֑ה בֹּ֥אוּ לְ֝פָנָ֗יו בִּרְנָנָֽה׃ | Îvdu et Ado-naï bésim'ha, boù leFanav birnana | Lodate Y-H-W-H nella gioia; Venite al Suo cospetto con grida d'allegria |

È utilizzato anche nella liturgia dalla Chiesa cattolica ed anglicana; il salmo 100 corrisponde al 99 secondo la numerazione greca.